# Чемпионат мира по фехтованию 1997
Чемпионат мира по фехтованию в 1997 году проходил в Кейптауне (ЮАР). Среди мужчин соревнования проходили в личном и командном зачёте по фехтованию на саблях, рапирах и шпагах, среди женщин — соревнования в личном и командном зачёте по фехтованию на шпагах и рапирах.

## Общий медальный зачёт
| Место | Страна           | Золото | Серебро | Бронза | Всего |
| ----- | ---------------- | ------ | ------- | ------ | ----- |
| 1     | Франция          | 3      | 0       | 4      | 7     |
| 2     | Италия           | 2      | 1       | 3      | 6     |
| 3     | Куба             | 2      | 2       | 0      | 4     |
| 4     | Россия           | 1      | 2       | 0      | 3     |
| 5     | Венгрия          | 1      | 0       | 2      | 2     |
| 6     | Украина          | 1      | 0       | 0      | 1     |
| 7     | Германия         | 0      | 3       | 2      | 5     |
| 8     | Румыния          | 0      | 1       | 0      | 1     |
| 8     | Республика Корея | 0      | 1       | 0      | 1     |
| 9     | Польша           | 0      | 0       | 2      | 2     |
| 10    | Китай            | 0      | 0       | 1      | 1     |
| 10    | Испания          | 0      | 0       | 1      | 1     |

## Медалисты

### Мужчины
| Дисциплина                  | Золото                                                                                  | Серебро                                                                              | Бронза                                                                            |
| --------------------------- | --------------------------------------------------------------------------------------- | ------------------------------------------------------------------------------------ | --------------------------------------------------------------------------------- |
| Шпага Личное первенство     | Эрик Среки                                                                              | Павел Колобков                                                                       | Робер Леру Роберт Анджеюк                                                         |
| Шпага Командное первенство  | Куба · Гисель Гонсалес · Иван Тревехо · Карлос Педросо · Нельсон Лойола                 | Германия · Михаэль Флеглер · Марк Штайфензанд · Арнд Шмитт · Эльмар Боррман          | Италия · Анджело Маццони · Сандро Куомо · Альфредо Рота · Маурицио Рандаццо       |
| Рапира Личное первенство    | Сергей Голубицкий                                                                       | Ким Ён Хо                                                                            | Ван Хайбинь Лионель Плюменай                                                      |
| Рапира Командное первенство | Франция · Патрис Лотелье · Лионель Плюменай · Франк Буаден · Оливье Ламбер · Лоран Бель | Куба · Роландо Тукер · Оскар Гарсия · Эльвис Грегори · Игнасио Гонсалес              | Италия · Алессандро Пуччини · Стефано Чериони · Даниэле Кроста · Сальваторе Санцо |
| Сабля Личное первенство     | Станислав Поздняков                                                                     | Луиджи Тарантино                                                                     | Дамьен Туйя Рафал Шнайдер                                                         |
| Сабля Командное первенство  | Румыния · Дамьен Туйя · Гаэль Туйя · Жан-Филипп Дорелль · Матьё Гурден                  | Россия · Станислав Поздняков · Сергей Шариков · Григорий Кириенко · Александр Ширшов | Венгрия · Йожеф Наваррете · Домонкош Ферьянчик · Дьёрдь Борош · Чаба Кёвеш        |

### Женщины
| Дисциплина                  | Золото                                                                                 | Серебро                                                                   | Бронза                                                                 |
| --------------------------- | -------------------------------------------------------------------------------------- | ------------------------------------------------------------------------- | ---------------------------------------------------------------------- |
| Рапира Личное первенство    | Джованна Триллини                                                                      | Забине Бау                                                                | Моника Вебер Диана Бьянкеди                                            |
| Рапира Командное первенство | Италия · Джованна Триллини · Валентина Веццали · Диана Бьянкеди · Аннамария Джакометти | Румыния · Роксана Скарлат · Река Сабо · Лаура Бадя · Миоара Давид         | Германия · Забине Бау · Рита Кёниг · Гезине Шиль · Моника Вебер        |
| Шпага Личное первенство     | Мирайда Гарсия                                                                         | Сулейдис Ортис                                                            | Дьёндьи Салай Тайми Шаппе                                              |
| Шпага Командное первенство  | Венгрия · Дьёндьи Салай · Адриенн Хормай · Тимеа Надь · Хайналька Кирай                | Германия · Катя Насс · Имке Дуплитцер · Клаудия Бокель · Эва-Мария Иттнер | Франция · Лора Флессель · Софи Морессе · Валери Барлуа · Эльза Жирардо |